# Circuito di Goodwood
Goodwood è uno dei più importanti circuiti storici per il motociclismo e per l'automobilismo britannico. Il tracciato è situato vicino alla costa meridionale dell'Inghilterra nella country house di Goodwood House (villaggio di Westhampnett, distretto di Chichester, contea del West Sussex) ed è composto da una pista vera e propria di 3,8 km (2,38 miglia) e da un percorso per gare in salita. Su questo impianto si tengono ogni anno due importanti eventi: il Festival of Speed e il Goodwood Revival.

## Storia
Come molti circuiti inglesi del secondo dopoguerra anche Goodwood nasce sul terreno di un aeroporto utilizzato nella seconda guerra mondiale. Il primo tracciato utilizzava le piste perimetrali dell'aviosuperficie.
Nel 1948 viene effettuata la prima competizione e Stirling Moss colse la vittoria nella gara delle moto classe 500. Nel tempo altri famosi piloti hanno gareggiato su questa pista. Nel 1963 ospitò Roger Penske mentre nel 1964 vi gareggiarono Jim Clark e Jack Sears. Mike Hawthorn e Graham Hill debuttarono su questa pista. Nel 1964 in una prova privata un giovane chiamato dalla Scozia salì per la prima volta su una monoposto (una Cooper Formula 3) battendo i tempi del piloti ufficiali: si chiamava Jackie Stewart (e chi lo vide, gestore nel suo tempo libero di quel team Cooper, era un commerciante di legname...). Fu a Goodwood, alla curva St. Mary, che, nel 1962, avvenne l'incidente che pose fine alla carriera agonistica di Moss e, nel 1970, durante dei test Bruce McLaren vi perse la vita schiantandosi contro una torretta di commissari abbandonata.
Nel 1966 Goodwood ospitò l'ultima gara. Il tracciato rimase inutilizzato per molto tempo ma, dopo il successo delle gare in salita, si ricominciò, nel 1998, a correre di nuovo su questa pista.
Nel 1982 il circuito è stato teatro dei campionati del mondo di ciclismo su strada, che videro, nella gara maschile per professionisti, il successo di Giuseppe Saronni.
Attualmente vi si svolgono competizioni di vetture storiche, gare in pista e prove.

## Eventi
Come detto il circuito ospita ogni anno due importanti eventi. Il primo è il Festival of Speed. Nel periodo della manifestazione si svolgono gare in salita, mostre, esposizioni, parate che attirano molti nomi famosi del mondo dei motori.
Il Goodwood Revival è una manifestazione di tre giorni che si tiene ogni settembre e che ospita ogni tipo di auto e di moto che hanno partecipato alle competizioni che si sono tenute su questo circuito nel periodo d'oro che va dal 1948 al 1966.
Questo circuito è inoltre il punto di partenza del Mongol Rally.